# Nils Gustaf Dalén
Nils Gustaf Dalén (Stenstorp, 30 november 1869 – Lidingö, 9 december 1937) was een Zweeds uitvinder en directeur van Svenska Aktiebolaget Gasaccumulator (AGA). In 1912 kreeg hij de Nobelprijs voor Natuurkunde voor zijn werk aan automatische gasregulatoren voor de verlichting van vuurtorens en lichtboeien.

## Biografie
Gustaf was de zoon van de boer Anders en Lovisa Dalén en ging in eerste instantie naar de landbouwschool. Op aanraden van Gustaf de Laval besloot hij echter over te stappen op een technische opleiding. Vanaf 1892 studeerde hij aan de Technische Universiteit Chalmers in Göteborg, waar hij in 1896 afstudeerde als ingenieur. Daarna studeerde hij nog een jaar in Zwitserland aan het Eidgenössisches Polytechnikum, onder professor Aurel Stodola.

## Werk
Zijn Nobelprijs is ongebruikelijk en was ook controversieel, omdat hij werd toegekend voor een uitvinding van meer technische dan wetenschappelijke aard. Dit betekent overigens ook dat de toekenning van de prijs in dit geval meer in overeenstemming was met de voorwaarden van Nobels testament dan met de meeste prijzen in de natuurkunde het geval is geweest. Dalén bestudeerde de scheikunde van acetyleen om tot een zo fel mogelijke lichtbron te komen en hij ontwikkelde veilige opslagmethoden. Ook vond hij een speciale klep uit, die onder invloed van de zon opende en sloot, zodat vuurtorens en boeien die hiermee waren uitgerust alleen ’s nacht zouden schijnen, wat hun levensduur verlengde tot ongeveer een jaar. Deze in massa geproduceerde en langwerkende boeien brachten een belangrijke verbetering van de veiligheid aan de kust van Scandinavië met zich mee.
Eerder in hetzelfde jaar dat hij de Nobelprijs kreeg, raakte Dalén ernstig gewond in een gasexplosie. Hij herstelde van de meeste van zijn verwondingen, maar bleef blind. Dit leidde tot de speculatie dat de prijs misschien gedeeltelijk uit medelijden werd toegekend. Ondanks zijn blindheid stond Dalén tot 1937 (het jaar van zijn overlijden) aan het hoofd van AGA. Het bedrijf had in de jaren dertig onder andere groot succes met een fornuis dat Dalén in 1922 oorspronkelijk voor zijn vrouw had ontworpen. Ook wist AGA een contract voor de vuurtorenverlichting van het Panamakanaal in de wacht te slepen.
In 1901 huwde hij Elma Persson, ze kregen vier kinderen: dochter Maja (1904-1995), zoon Gunnar (1905-1970), zoon Anders (1907-1994) en dochter Inga-Lisa (1910-2006).